# Роган, Мартин
Мартин Роган (англ. Martin Rogan; род. 1 мая 1971 года, Белфаст, Северная Ирландия, Великобритания) — британский профессиональный боксёр, выступавший в тяжёлой весовой категории. Бывший чемпион Англии и Британского содружества.

## Профессиональная карьера
Мартин Роган довольно поздно начал свою профессиональную карьеру, — до занятия боксом и первые годы выступления в ринге, Роган работал таксистом в родном городе Белфасте, — но он постоянно выходил против опытных соперников, и быстро сумел подняться на вершину рейтингов. Свой четвёртый бой он провёл против непобеждённого проспекта Даррена Моргана и победил его. Вслед за последующей нокаутирующей победной серией он победил по очкам ещё двух непобеждённых боксёров — Дэйва Фергиссона и Дэйва Долана, а также одержал ещё две громкие победы — над олимпийским призёром Одли Хариссоном и бывшим претендентом на титул чемпиона Мира Мэтом Скелтоном. Таким образом Роган с рекордом 12—0 довольно быстро стал известным и опасным боксёром.
После этого он вышел на бой против другого перспективного британского боксёра Сэма Секстона и проиграл ему техническим нокаутом.
Но по мнению многих, судья преждевременно остановил поединок, и было решено провести реванш. Секстон вновь победил Рогана.
После этой схватки Роган провёл два низкорейтинговых боя и взял полуторагодичную паузу в карьере, пока не получил предложение провести бой за титул чемпиона Ирландии с молодым боксёром Тайсоном Фьюри. Фьюри нокаутировал Рогана, нанеся ему удар по печени в пятом раунде.
23 февраля 2013 года Роган принял участие в международном турнире Prizefighter. В первом бою эффектно нокаутировал бывшего претендента на титул чемпиона мира Альберта Сосновского. Во втором бою проиграл реванш Одли Хариссону.